# Pompeo Marchesi

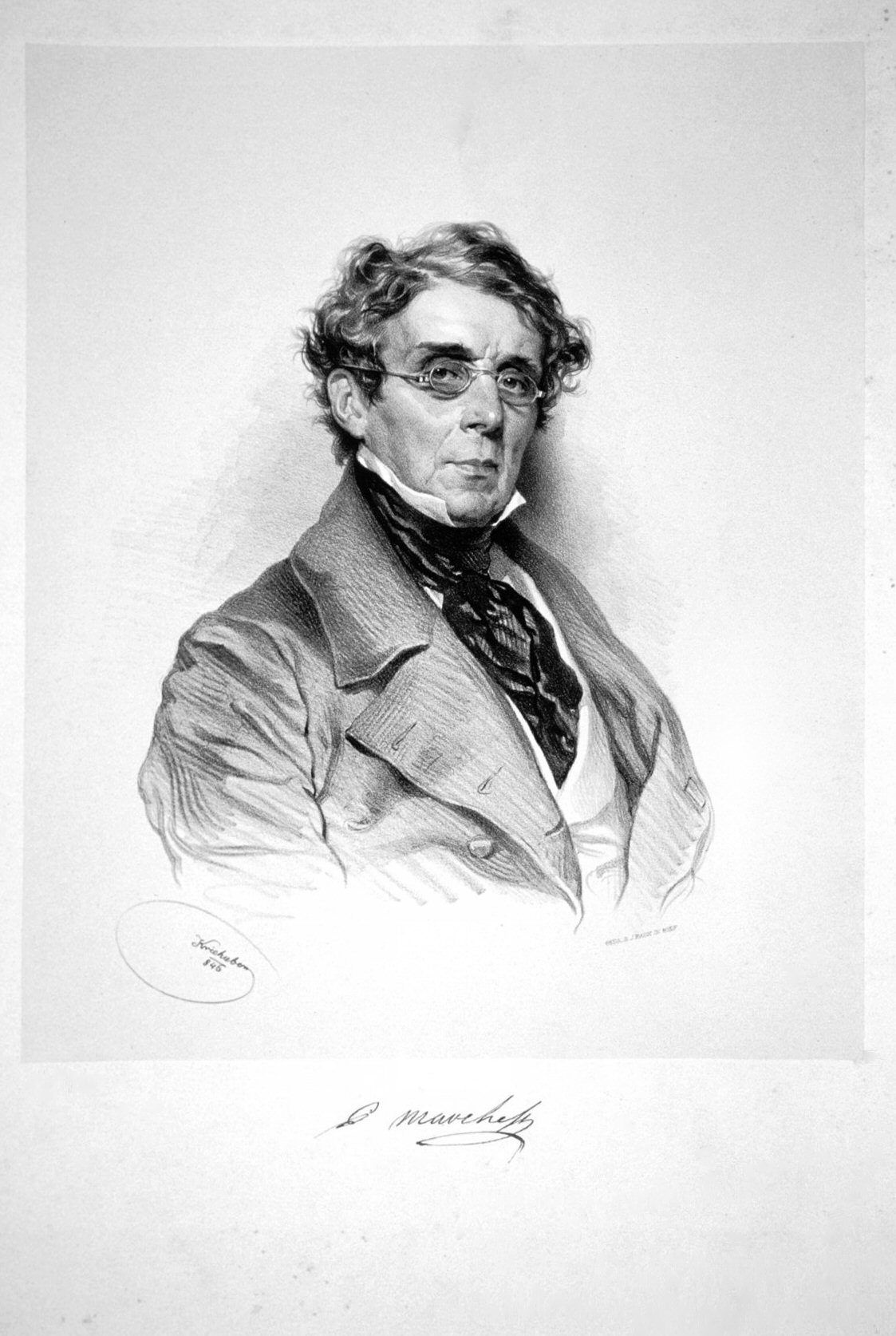
Pompeo Marchesi.

Pompeo Marchesi, född 7 augusti 1789, död 6 februari 1858, var en italiensk skulptör.
Marchesi var lärjunge till Canova och följde dennes konstriktning. Han blev professor vid akademien i Milano och hörde på sin tid till konstens koryféer i Italien. För kyrkan San Carlo i nämnda stad utförde han en kolossalgrupp, Religionen (1852), i Turin en gravvård över hertig Emanuel Filibert, vilken anses vara Marchesis bästa arbete, två statyer av kejsar Frans II, en i Graz och en i Wien, en sittande Goethestaty i Frankfurt, dessutom porträttbyster, reliefer för Arco della Pace i Milano med mera.